# Očitý svědek (seriál)
Očitý svědek (v norském originále Øyevitne) je norská šestidílná miniseérie z roku 2014. Dva patnáctiletí spolužáci se náhodně stanou svědky mnohonásobné vraždy. Přesto se z osobních důvodů rozhodnou nejít se svým svědectvím na policii. V roce 2016 byly natočeny dva jeho remake – americký pod názvem Eyewitness a rumunský pod názvem Údolí ticha.

## Děj
Henning a Philip jsou spolužáci a sousedé, kteří žijí v malé obci Mysen poblíž švédských hranic. Henning je nadšenec do motokrosu a denně trénuje na blížící se závody. Philip se do obce nastěhoval k pěstounům, neboť jeho matka je narkomanka, která je na odvykací kúře. Jednou v noci jsou společně v nedaleké pískovně, kam Henning jezdí trénovat. V onu noc začne jejich milostný poměr. Zároveň jsou též svědky zločinu, kdy v pískovně muž postřílí čtyři členy motorkářského gangu. Přestože stanou tváří tvář vrahovi, Henningovi se podaří muže omráčit a oba uprchnou. Rozhodnou se nikomu nic neoznámit, neboť Henning chce za každou cenu utajit jejich milostný vztah. Místní policejní komisařka Helen Sikkelandová, která je zároveň Philipovou pěstounkou, je bývalá členka KRIPOSu a přebírá vyšetřování zločinu. Postupně vyplývají na povrch souvislosti s dalšími událostmi v Oslu a také vraždou v Dánsku. Henning začíná mít psychické problémy a když Philip prolomí mlčení, jejich vztah ochladne. Přestože se dostanou do programu na ochranu svědků, zdá se, že z policie někdo vynáší informace a oba mladíci se tak dostávají do vážného nebezpečí.

## Obsazení
| Axel Bøyum            | Philip            |
| Odin Waage            | Henning           |
| Anneke von der Lippe  | Helen Sikkeland   |
| Per Kjerstad          | Ronny Berg Larsen |
| Yngvild Støen Grotmol | Camilla           |
| Kim Sørensen          | Olle              |
| Yngve Berven          | André             |
| Ingjerd Egeberg       | Elisabeth         |

## Ocenění
- Televizní cena Gullruten v kategorii nejlepší kamera (Lars Vestergaard)
- International Emmy Award za nejlepší herečku pro Anneke von der Lippe, která se stala první norskou herečkou s tímto oceněním.